# Bronisław Znatowicz
Bronisław Felicjan Znatowicz (ur. 9 czerwca 1851 w Lublinie, zm. 11 marca 1917 w Warszawie) – polski chemik, fizjograf, jeden z twórców polskiej terminologii chemicznej, działacz oświatowy, popularyzator nauk przyrodniczych.

## Życiorys
Syn Edmunda, naczelnika powiatu lubelskiego a również poety. W latach narastającego prześladowania młodzieży ukończył Rosyjskie Gimnazjum Męskie w Lublinie w 1869, następnie studiował chemię w Warszawie. Pracownik Akademii Technicznej we Lwowie (1873–1874). Był asystentem katedry chemii na Uniwersytecie Warszawskim do 1889, następnie został mianowany inspektorem oświetlenia gazowego m. Warszawy.
Był wykładowcą, znany jako działacz społeczny i popularyzator nauk przyrodniczych.

## Działalność naukowa i wydawnicza
Współzałożyciel i redaktor Pamiętnika Fizjograficznego (1881–1900), Wszechświata (1882–1914) i Chemika Polskiego (1901–1906).
W 1881 roku był jednym z czterdziestu pięciu członków założycieli Kasy im. Józefa Mianowskiego – Fundacji Popierania Nauki w Warszawie.
Prowadził samodzielną pracownię chemiczną – zajmował się badaniem składu wód Wisły, skał tatrzańskich i gleb, ponadto: fosforescencją, elektrolizą związków organicznych, redukcją i nitrowaniem związków aromatycznych, wydzielaniem barwników ze smoły pogazowej.
Rozwijał działalność oświatową i popularyzatorską w Muzeum Przemysłu i Rolnictwa w Warszawie. W warunkach rusyfikacji szkolnictwa, odczyty przybrały formę obrony języka polskiego w życiu publicznym, stając się istotnym wzmocnieniem zawodowej i społecznej pozycji polskich nauczycieli. Inicjatorem działalności odczytowej Muzeum był w 1897 roku  związany z tą placówką prof. Bronisław Znatowicz, chemik z wykształcenia, wykładowca w prywatnych szkołach, znany działacz społeczny, popularyzator nauk przyrodniczych.
Autor podręcznika Zasady chemii.
Pochowany na cmentarzu Powązkowskim (kwatera pod Temlerem-77/78).